# Große Konjunktion

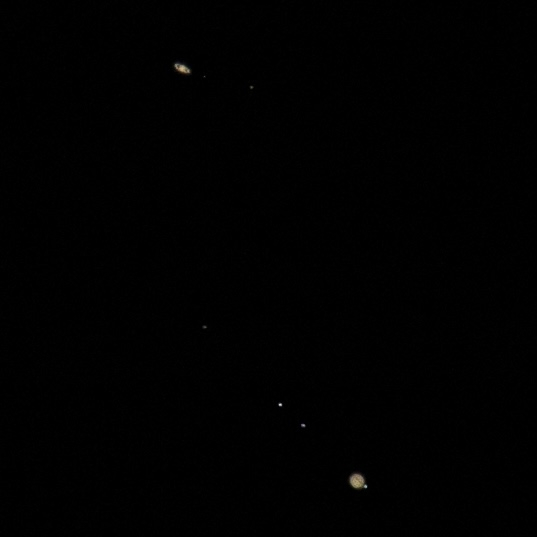
Bei der Großen Konjunktion im Dezember 2020 betrug der Abstand zwischen Saturn (links oben) und Jupiter (rechts unten) zwei Tage vor der größten Annäherung nur noch ungefähr 15 Winkelminuten.
Die vier Galileischen Monde: links oberhalb Jupiters die Monde Kallisto, Ganymed und Europa, rechts unterhalb in unmittelbarer Nähe zu Jupiter der Mond Io.

Die Große Konjunktion im Jahr 7 v. Ch., wie sie am 12. November am Himmel Jerusalems aussah, Blick Richtung Süden

Als Große Konjunktion bezeichnet man in der Astronomie die Konjunktion (Annäherung oder Berührung am Sternenhimmel, von der Erde aus gesehen) zwischen den Planeten Jupiter und Saturn. Dieses Phänomen findet ungefähr alle 20 Jahre statt, so geschehen zuletzt im Jahr 2000 und am 21. Dezember 2020.
Diese Periodizität wurde seit der Antike beobachtet und hat seit dem Hochmittelalter Astrologen inspiriert.
Viele Astronomen und Historiker vermuten, dass der Stern von Betlehem zur Zeit von Jesu Geburt eine Große Konjunktion in den Jahren 7 bis 6 v. Chr. gewesen sei.

## Astronomische Zustände

### Periodizität

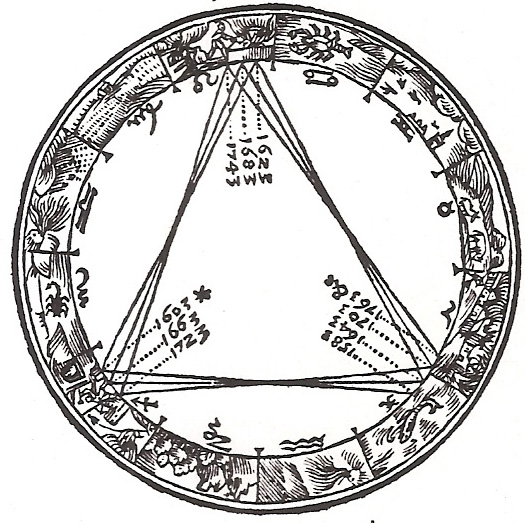
Eine Folge von Großen Konjunktionen in Johannes Keplers Werk De stella nova

Die Umlaufzeiten der beiden Riesenplaneten betragen rund 12 Jahre für Jupiter und 30 Jahre für Saturn (genauere Daten sind 11,86 und 29,46 Jahre). Deshalb kommen die zwei Planeten etwa 20 Jahre nach einer Konjunktion wieder am Himmel zusammen. Das Sternbild, in dem diese scheinbare Begegnung stattfindet, verschiebt sich jedes Mal über etwa ein Drittel des Sternenhimmels – also über rund vier Tierkreiszeichen. Genauere Berechnungen ergeben eine durchschnittliche Periode von 19,86 Jahren und einen Winkel von 117° zwischen zwei aufeinander folgenden Großen Konjunktionen. Da die zwei Umlaufzeiten fast genau im Verhältnis 2:5 stehen, tritt die Große Konjunktion im Rhythmus von etwa 60 Jahren an fast ähnlicher Stelle des Sternenhimmels ein: Jupiter hat dann 5 Umläufe gemacht, Saturn hingegen 2.

### Größte Konjunktion

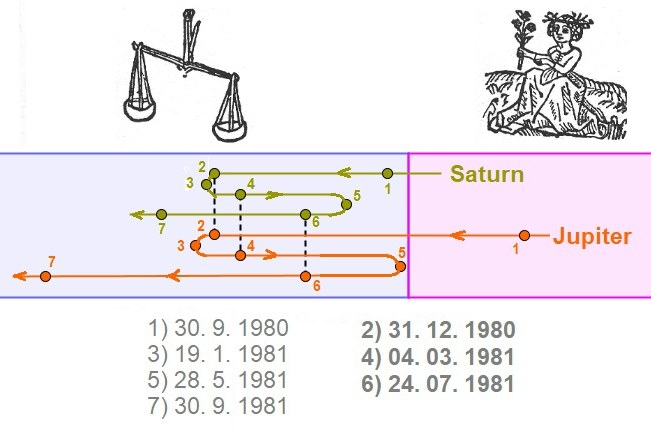
1981 waren die ekliptikalen Längen von Jupiter und Saturn drei Mal gleich. Es gab eine Größte Konjunktion.

Wenn die Begegnung von Jupiter und Saturn zugleich nahe der Oppositionsstellung gegenüber der Sonne stattfindet, überlagern sich deren jährliche Planetenschleifen. Dann wandern sie von der Erde aus gesehen scheinbar zurück auf der Himmelskarte, bevor sie sich wieder vorwärts bewegen. Dabei bewegt sich Jupiter scheinbar rascher als Saturn. So kann es vorkommen, dass sich innerhalb eines knappen Jahres drei Begegnungen in Folge ereignen, was als Größte Konjunktion bezeichnet wird. Ihr Auftreten ist sehr selten und besitzt keine Periodizität. Das letzte Mal trat die Größte Konjunktion in den Jahren 1940–1941 und 1981 auf. Die nächste Größte Konjunktion wird erst wieder 2238–2239 stattfinden.

### Liste der Großen Konjunktionen zwischen 1800 und 2100
Da es zwei Himmelskoordinatensysteme gibt, können die Daten von Konjunktionen auf zwei verschiedene Arten definiert werden, je nachdem ob man die äquatorialen oder ekliptikalen Koordinaten betrachtet. Die oberen Planeten Jupiter und Saturn bewegen sich langsam auf der Himmelskarte in der Nähe der Ekliptik und die Richtung dieser Bewegungen bleibt fast völlig parallel zu dieser Linie. So ist der Winkelabstand der zwei Planeten minimal bei ekliptikaler Konjunktion. Die folgende Tafel zeigt die Daten in ekliptikaler Länge aller Konjunktionen der Planeten Jupiter und Saturn von 1800 bis 2100:
| Datum              | Zeit in WZ | Winkelabstand von Jupiter ab Saturn | Elongation von Saturn ab Sonne | Tierkreiszeichen |
| ------------------ | ---------- | ----------------------------------- | ------------------------------ | ---------------- |
| 17. Juli 1802      | 22:57:00   | 39′ Südlich                         | 40.6° Östlich                  | Jungfrau         |
| 19. Juni 1821      | 16:56:57   | 1°10′ Nördlich                      | 63.3° Westlich                 | Widder           |
| 26. Januar 1842    | 06:16:53   | 32′ Südlich                         | 27.1° Westlich                 | Steinbock        |
| 21. Oktober 1861   | 12:27:02   | 48′ Südlich                         | 39.7° Westlich                 | Jungfrau         |
| 18. April 1881     | 13:35:59   | 1°13′ Nördlich                      | 3.1° Östlich                   | Stier            |
| 28. November 1901  | 16:37:33   | 26′ Südlich                         | 38.2° Östlich                  | Steinbock        |
| 10. September 1921 | 04:13:03   | 57′ Südlich                         | 9.7° Östlich                   | Jungfrau         |
| 8. August 1940     | 01:13:20   | 1°11′ Nördlich                      | 90.9° Westlich                 | Stier            |
| 20. Oktober 1940   | 04:42:14   | 1°14′ Nördlich                      | 164.0° Westlich                | Stier            |
| 15. Februar 1941   | 06:36:25   | 1°17′ Nördlich                      | 72.9° Östlich                  | Stier            |
| 19. Februar 1961   | 00:07:18   | 14′ Südlich                         | 34.9° Westlich                 | Steinbock        |
| 31. Dezember 1980  | 21:17:24   | 1°03′ Südlich                       | 90.9° Westlich                 | Waage            |
| 4. März 1981       | 19:14:36   | 1°03′ Südlich                       | 155.9° Westlich                | Waage            |
| 24. Juli 1981      | 04:13:35   | 1°06′ Südlich                       | 63.8° Östlich                  | Waage            |
| 28. Mai 2000       | 15:56:27   | 1°09′ Nördlich                      | 14.9° Westlich                 | Stier            |
| 21. Dezember 2020  | 18:37:31   | 6′ Südlich                          | 30.1° Östlich                  | Wassermann       |
| 31. Oktober 2040   | 12:02:47   | 1°08′ Südlich                       | 20.8° Westlich                 | Waage            |
| 7. April 2060      | 22:36:24   | 1°07′ Nördlich                      | 41.9° Östlich                  | Zwillinge        |
| 15. März 2080      | 01:49:55   | 6′ Nördlich                         | 43.5° Westlich                 | Steinbock        |
| 18. September 2100 | 22:50:40   | 1°13′ Südlich                       | 29.4° Östlich                  | Waage            |

### Große Konjunktion am 21. Dezember 2020
Diese Konjunktion fand am frühen Abendhimmel statt und war mit einem Winkelabstand von nur 0,1° die engste bis zum Jahr 2080. Damit waren die beiden Gasriesen 3 Tage vor und nach der Konjunktion gleichzeitig im Gesichtsfeld von Fernrohren zu sehen, gemeinsam mit 4 hellen Jupitermonden und 2–5 Saturnmonden.
Beobachtungen: In Mitteleuropa war der Himmel fast überall bedeckt. Bilder dieser seltenen Konstellation sind daher in den Webseiten der Astrovereine kaum zu sehen, Ausnahmen sind der Astroverein Wien und Gahberg (Oberösterreich).

## Astrologie und Geschichte

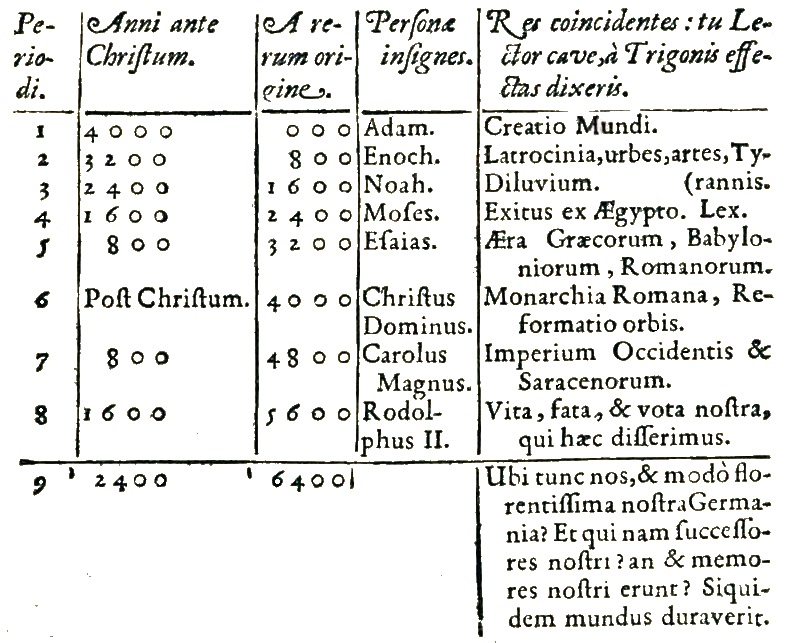
Tabelle aus De stella nova von Johannes Kepler, S. 29.

Die astrologische Lehre von der zweifachen Periodizität der Großen Konjunktionen wurde durch die Bücher des persischen Astronomen Albumasar in Europa verbreitet, besonders nachdem sie gedruckt worden waren. Seine fatalistische Philosophie war jedoch in der christlichen Kirche umstritten.
In der Astrologie sind die zwölf Zeichen des Tierkreises mit der Vier-Elemente-Lehre verbunden; so entspricht jedes Element drei Zeichen: Feuer mit Widder, Löwe und Schütze, Erde mit Stier, Jungfrau und Steinbock, Luft mit Zwillinge, Waage und Wassermann, Wasser mit Krebs, Skorpion und Fische. So bildet jedes Element ein Dreieck oder Trigon auf dem Tierkreis. Während circa 200 Jahren finden alle Großen Konjunktionen nach und nach in den drei Zeichen desselben Elementes statt. Da aber ein langsamer Rückstand entsteht, kommen sie nach 10 Begegnungen auf das Trigon des nächsten Elementes, und erst nach circa 800 Jahren fängt der Zyklus wieder an.
Astrologen sind von einem Zusammenhang zwischen himmlischen Phänomenen und irdischen Ereignissen überzeugt. Die Vollendung eines ganzen Zyklus von Trigonen wurde als Fälligkeit für wichtige Ereignisse angesehen, wie die Schaffung von Imperien oder das Kommen eines Messias. So teilte zum Beispiel Johannes Kepler die Menschheitsgeschichte in Perioden von 800 Jahren ein. Mit seiner heliozentrischen Ansicht reduzierte er die Dauer eines Zyklus auf 805 Jahre, während die vorherigen Astronomen 960 Jahre befürworteten. Erwähnungen der Trigone und Großen Konjunktionen finden sich auch in den Werken von Tycho Brahe, Dante oder Shakespeare.